# 竹本貴志
竹本 貴志（たけもと たかし、1983年11月4日 - 2004年4月2日）は広島県広島市出身の日本中央競馬会 (JRA) 所属の元騎手。

## 人物
競馬学校騎手課程18期生として入学。同期入学に五十嵐雄祐・井西泰政・岩崎祐己・黒岩悠・高野容輔・柴原央明・鈴木慶太・田辺裕信・南井大志・石崎駿（中途退学、現・船橋競馬所属騎手）がいる。
2002年に競馬学校を卒業するものの、騎手免許試験で不合格となり、以後は美浦トレーニングセンターの古賀史生調教師のもとで騎手候補生として修行し騎手を目指した。
2003年の騎手免許試験の2日前に落馬して骨折し、試験を欠席。2004年、3度目でようやく騎手免許を取得しデビューを果たす。3月7日の中京競馬第9競走で5番人気ナイキアカウントに騎乗し6戦目で初勝利を挙げた。同年にデビューした騎手としては第1号の勝利であった。3月21日には障害競走に初騎乗（9着）。
しかし、3月28日に中山競馬第5競走の障害競走でミツアキオペラオーに騎乗した際、1周目第3号障害を飛越しようとしたときに馬が躓き転倒（騎乗馬は予後不良の診断で安楽死処分となった）し落馬。頭を強く打ち、意識不明となった竹本は船橋市立医療センターに搬送され、脳挫傷とびまん性脳損傷と診断される。そのまま意識を回復することなく5日後の4月2日午前1時12分に死亡する。満20歳没。通算成績は15戦1勝（うち障害2戦0勝）。
中央競馬の騎手でレース中の落馬事故による殉職者は1993年の岡潤一郎以来19人目であった。度重なる苦難を乗り越えてデビューを果たした苦労人は、念願の騎手デビューからわずか3週間で競馬界から姿を消すこととなった。競馬学校には竹本の遺族から寄贈されたソメイヨシノと、座右の銘だった「初志貫徹」の文字が刻まれた石碑が設置されている。
落馬後、毎日美浦から船橋の病院に通っていた同期の田辺裕信は、レース前に竹本に「気をつけて乗ってこいよ」と声をかけたのが最後の会話になったという。田辺はその後も小倉滞在時に竹本の家族が住む広島の家を訪れるなど家族との親交は続いており、「僕は本当の息子ではないけど、少しでも頑張って残された家族にその姿を見て応援してもらいたい。そんな気持ちで乗っています」と語っている。